# Kriegsschiff-Marsch
Der Kriegsschiff-Marsch (jap. 軍艦行進曲, Gunkan Kōshinkyoku; engl. Warship March, auch 軍艦マーチ, Gunkan Māchi) ist ein Marsch des japanischen Musikers Setoguchi Tōkichi von 1900. Der Text, der aus dem gleichen Jahr stammt und der den Titel „Kriegsschiff“ (軍艦, Gunkan) trug, wurde von Toriyama Hiraku geschrieben. Er war der offizielle Marsch der Kaiserlich Japanischen Marine und ist seit dem Ende des Zweiten Weltkriegs auch der offizielle Marsch der japanischen Meeresselbstverteidigungsstreitkräfte (JMSDF). Die Uraufführung erfolgte im April 1900 auf dem Schlachtschiff Fuji durch die zur Schiffsbesatzung gehörige Militärkapelle.
Der Marsch wurde seit dem Ausbruch des Pazifikkrieges zwischen dem Japanischen Kaiserreich und Amerika 1941 häufig im Radio, bei Stapelläufen und Truppeninspektionen gespielt. Nach dem Krieg war er vielfach auch in Pachinko-Hallen zu hören, was zum großen Bekanntheitsgrad des Musikstücks beitrug.

## Überblick
Der Marsch war ursprünglich in B-Dur komponiert worden. Um ihn für Männerstimmen leichter singbar zu machen, wurde er zunächst nach G-Dur, in der Taishō-Zeit dann nach F-Dur transponiert. Das Urheberrecht wechselte im Laufe der Zeit von der Firma Polydor, zum japanischen Marineministerium (海軍省, Kaigunshō) und dem japanischen Finanzministerium (大蔵省, Ōkurashō). Seit 1991 ist es urheberrechtsfrei.
Die „Bekanntmachung über die Vereinheitlichung der Militärzeremonie“ (儀礼曲の統一についての通達, Gireikyoku no tōitsu ni tsuite no tsūtatsu) des japanischen Verteidigungsministeriums von 1986, revidiert 2002, bestimmt den „Kriegsschiff-Marsch“ zum zeremoniellen Musikstück der Meeresselbstverteidigungsstreitkräfte für folgende Anlässe:
- als Marsch bei Truppeninspektionen
- feierliche Fahnenübergabe anlässlich der Einschiffung von Mannschaften der Selbstverteidigungsstreitkräfte
- anlässlich von Stapelläufen für Schiffstaufen japanischer Schiffe der Selbstverteidigungsstreitkräfte
- für sonstige notwendige – hier nicht genauer definierte – Zwecke.

## Liedtext
Die Aufführungspraxis vergangener Zeit sah vor, zunächst die erste Strophe zu singen und vor der zweiten Strophe am Ende das Lied Umi Yukaba einzufügen. In der gegenwärtigen Aufführungspraxis folgt das Lied Umi Yukaba am Ende nach der zweiten Strophe.
| Japanisch | Transkription |
| --- | --- |
| 守るも攻むるも黒鐵の 浮かべる城ぞ頼みなる 浮かべるその城日の本の 皇國の四方を守るべし 眞鐵のその艦日の本に 仇なす國を攻めよかし 石炭の煙は大洋の 龍かとばかり靡くなり 彈撃つ響きは雷の 聲かとばかり響むなり 萬里の波濤を乘り越えて 皇國の光輝かせ | Mamoru mo semuru mo kurogane no Ukaberu shiro zo tanominaru Ukaberu sono shiro hi no moto no Mikuni no yomo o mamorubeshi Magane no sono fune hi no moto ni Adanasu kuni wo semeyokashi Iwaki no kemuri wa wadatsumi no Tatsu kato bakari nabikunari Tama utsu hibiki wa ikazuchi no Koe kato bakari doyomunari Banri no hatō wo norikoete Mikuni no hikari kagayakase |

## Rezeption

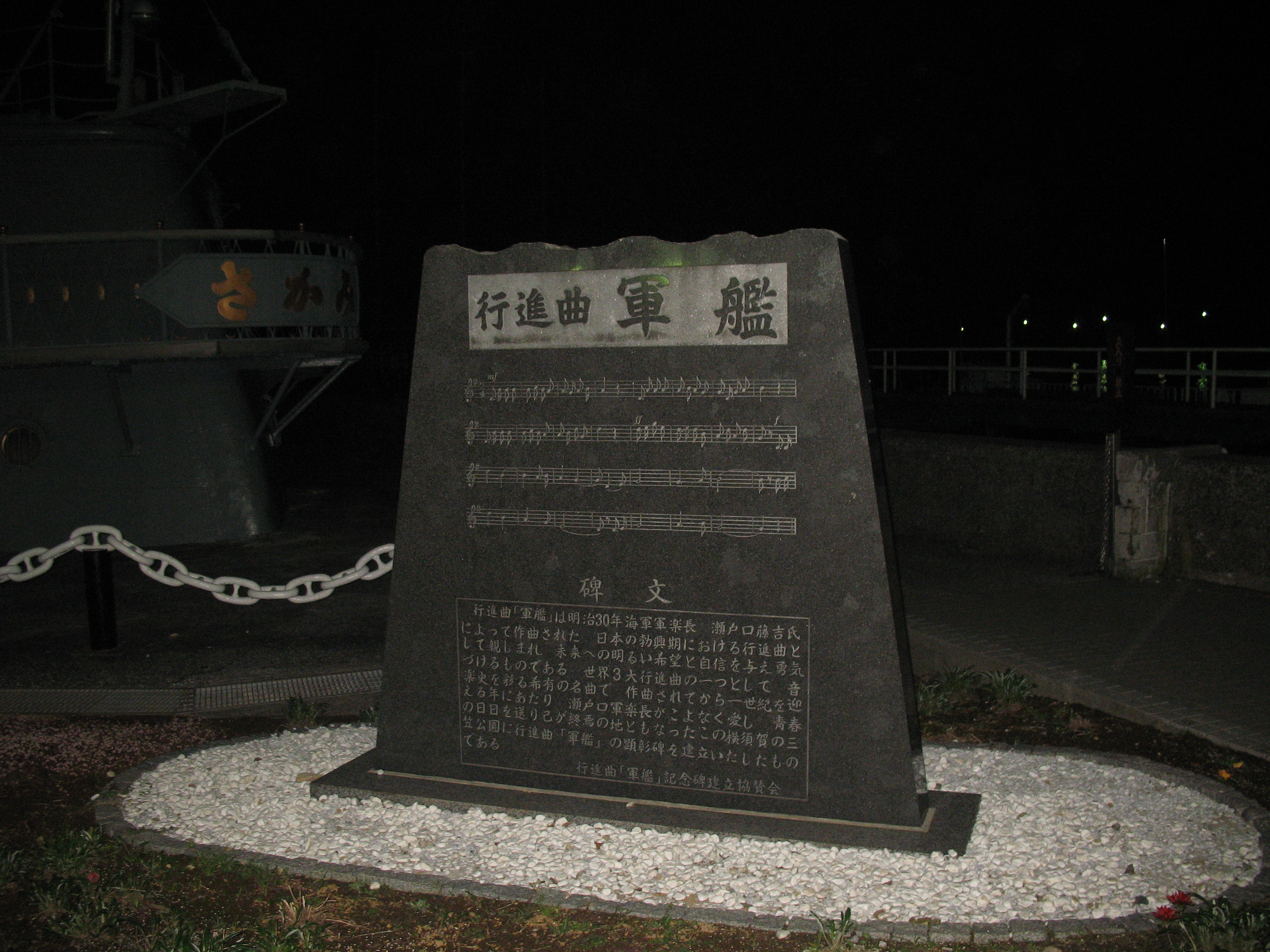
Gedenktafel für den „Kriegsschiff-Marsch“ im Mikasa-Park in Yokosuka, Präfektur Kanagawa

- Die Armee von Myanmar verwendet das Lied unter dem Titel „Myanmar Tot Ya Tatmadaw“ mit einem anderen Text und ein etwas abgewandelten Melodie als Militärmarsch. Zudem wird das Programm des unter dem Militär stehenden Fernsehsenders am Morgen mit diesem Lied eröffnet.
- 1983 wurde das Lied zum Empfang des Premierministers Nakasone Yasuhiro in den USA vom Musikkorps der United States Navy gespielt.
- Die Melodie wird gerne vom Filmregisseur Furusawa Kengo in Arrangements von Dan Ikuma für seine Filme verwendet.
- 1996 stellte eine Gruppe japanischer Bürger im Mikasa-Park in Yokosuka, Präfektur Kanagawa eine Steintafel auf, in die auf der Vorderseite die Melodie, auf der Rückseite der Text eingraviert sind. Obgleich der Bürgermeister die Aufstellung genehmigte, missbilligte die Verwaltung der Grünanlagen in Yokosuka die Aufstellung eines Gedenksteins mit einem kriegslüsternen Liedtext. Sie entschied daher, dass der Text auf der Rückseite des Gedenksteins bei seiner Aufstellung mit einer schwarzen Plastikplane verdeckt werden müsse.